# Spintec
Spintec (bürgerlich Ramon Kaltenbach), auch bekannt als Spintec Beats ist ein deutscher Musikproduzent aus Mainz.

## Biographie
Spintec produziert Instrumentals in den Genres Hip-Hop, Rap und Electro sowie Titel Musik (Scores) für Filmproduktionen.
In den vergangenen Jahren arbeitete Spintec mit diversen nationalen und internationalen Artists zusammen. Auf seinen Produktionen finden sich u. a. Rapgrößen wie French Montana, Kollegah &  Favorite (Selfmade Records), PA Sports, Automatikk, Massiv, Celo & Abdi, Manuellsen, Chaker (Warheit/Bozz Music), Jan Delay, J-Son, Eurogang (S.A.S, Skrillakid Villain, Haze Tha Truth, Bigz), Lil’ Flip, 40 CaL (Dipset), Riot Squad (Cau2G$,Chinx Drugz, Bynoe), Mr. Schnabel aka Howie Do, Prince Negafellagaa, Abroo, Cappuccino, Taichi, MOK, Sido, Fler, Silla, Sera Finale, Stella Mwangi, Lazee, Charlie Clips, Gramz4Sale (Dipset West), Amir, Phiszou, Massey u.v.m.
Spintec produzierte außerdem die Filmmusik zu diversen Independent Splatterfilmen wie u. a. Timo Rose's Barricade, Timo Rose's Fearmakers, Dungeon of Evil, Graveyard of the Living Dead, Necronos – Tower of Doom, Unrated: The Movie und Game Over.
Im Jahr 2006 schließt er sich dem von den Französischen Künstlern DJ Madgik und Prince Negafellagaa gegründeten Eurostreetz Movement an. Dem Europäischen Ableger einer Untergruppe der aus Harlem stammenden Rapformation The Diplomats. Es folgten einige Mixtapes sowie Sampler und eine Single mit Lil’ Flip. Die Zusammenarbeit besteht bis heute.
Seit 2008 leitet er gemeinsam mit Mr. Schnabel das Independent-Label Howie Like It Entertainment UG.

## Diskografie

### EPs
- Eurogang ft. Kollegah Soldiers (2010)

### Alben
- Taichi - Aussenseiter (2007)
- Massey - Czowiek Z Blizna (2008)
- Eurostreetz - Prince - Birth of a King - Ultimate Edition (2008)
- Taichi & Jamie - Blutsbrüder (2009)
- Pih - Kwiaty Zla (2009)
- Favorite - Christoph Alex (2011)

### Sampler
- Eurostreetz - Howie Like It - Global Tactics Volume 1 (2009)
- Eurostreetz - Howie Like It - Global Tactics 1.5 - The Landing (2010)

### Mixtapes
- Eurostreetz - Prince Negafellaga - Birth of a King (2007)
- Eurostreetz - Eye of a Hustla - Hosted by Taj Mahal (2007)
- Eurostreetz - Dipset Euro Invasion (2008)
- Eurostreetz & Taliban / Dipset - Prince&Star - The Ambassador (2008)
- Eurostreetz - Eye of a Hustla Hosted by Taj Mahal (2007)
- A-Million's - Dipset Mania 4 (2008)
- A-Million's - I'm Throwed - Hosted by Paul Wall (2008)
- MOK - Bad Boys Limited (2008)
- Eurostreetz Vol. 4 - Hosted by Noe (Byrdgang) (2009)
- Taichi - Lost Songs (2009)
- Tha Riot Squad - Reservoir Dogs - Riot Regime Vol. 2 (2009)
- Eurogang Vol.3 (2009)
- Mega & Mayhem's Excellent Adventure (2010)
- Celo & Abdi - Mietwagentape Reedition (2012)

### Singles
- Roll Over - Prince Feat Lil Flip (2008)
- Taichi - Anders als ihr - Bonus Track Tag ein Tag aus (2007)
- Taichi - Endgueltig - Remix (2007)
- HowieDo - Neue Zeit (2012)
- Eurostreetz - Ready To Takeover feat. 40 Cal, Lazee, Charlie Clips, Taj Mahal & Toolez (2012)
- Le Coq - Meine Couch feat Kaiser Sofa aka Jan Delay (2013)

### Kollaborationen
- Juice Song - Sampler Vol.72 - Taichi - Lauf (2007)
- 16bars.de 16x16 Street Rotation Vol.1 - Taichi (2008)
- 16bars.de 16x16 Street Rotation Vol.2 - Bigz & Skrillakid Villain (2009)
- 16bars.de 16x16 Street Rotation Vol.2 - S.A.S Eurogang(2009)
- 16bars.de 16x16 Street Rotation Vol.2 - Haze Tha Truth (2009)
- Juice Song - Sampler Vol.102 - S.A.S Eurogang - We On Dat (2009)
- AggroTV - Automatikk - Hassphalt (feat Massiv, Celo&Abdi, Manuelsen, Juri & Chaker) (2011)
- HipHop.de - Besieg den Beat (2012)
- HipHop.de - 40Cal - Mega (Spintec Remix)(HipHop.de Exclusive) (2013)
- HipHop.de - Taj x French Montana x Chinx x PA Sports x J-Son - No Love (in the Kitchen) ReBoot HipHop.de Exclusive (2015)